# Szentiványi Károly (katona)
Szentiványi Károly  (Szentmihály, 1765. – Lipótvár, 1838. augusztus 3.) 
Császári-királyi ezredes, a Katonai Mária Terézia-rend lovagkeresztese. 1814 februárjától a 19. (Hessen-Homrug) gyalogezred parancsnoka. 1819 júliusától Lipótvár erődjének parancsnoka.

## Élete és pályafutása
Szentiványi Károly 1765-ben született Szentmihályban, evangélikus nemesi család sarjaként. Katonai szolgálatát 1782-ben, 17 évesen kezdte meg a 39. (Preisach) gyalogezredben.  A tűzkeresztségen zászlósi rendfokozatban II. József török elleni háborújában esik át, ahol 1788. szeptember 14-én Slatina mellett lezajlott ütközetben megsebesül, és török hadifogságba kerül.  Isztambuli fogsága alatt egy magas állami hivatalt betöltő személy vásárolja meg, mint rabszolgát. A fogságból Lacy tábornok megbízásából 1789-ben, Choiseul-Goussier gróf francia nagykövet váltja meg 370 forint váltságdíj ellenében.  Hazatérése után vitéz magatartásáért 1789. február 1-én nemcsak főhadnaggyá léptették elő , hanem II. József azzal is megjutalmazta, hogy visszamenőleg megkapja a zsoldját arra az időre is, amit fogságban töltött.  Az első koalíciós háborúban (1792-1797) harcol az itáliai és a németországi hadszíntéren. 1796-ban ezredének gránátos osztályának főhadnagya. 1797. március 4-én századossá léptetik elő. 1798 szeptemberében az újra alakuló magyar lábra állított 48.(Vukassovich) gyalogezredhez került régi ezrede negyedik zászlóaljával.  A második koalíciós háború (1799-1801) alatt az itáliai hadszíntéren harcol és az 1799. március 26-án az Etsch (Adige) folyó mentén vívott harcokban megsebesül.  A harmadik koalíciós háborúban (1805) ismét Itáliában harcol ezrede gránátos osztályában századosaként, és ismét megsebesül az 1805. október 30-31-én vívott caldieroi csatában, ami után 1805. november. 11-én őrnaggyá léptetik elő.  1808 decemberében áthelyezik a 19. (Alvinczy) gyalogezred kötelékébe, mint másodőrnagy . A békés akklimatizációra új ezrede kötelékében nem jut sok ideje, mivel az 1809-ben kirobbant ötödik koalíciós háborúban, újfent Itáliában harcol. 1809. május 2-án ezrede ezredesi zászlóalját vezeti és sikeresen biztosítja az osztrák hátvéd visszavonulását Vicenza mellett, amiért Frimont tábornok az eseményekről leadott jelentésében is kiemeli.  Részt vesz a Piave melletti csatában május 8-án és a június 14-i győri csatában, ahol ismét dicséretben, részesül. 1809. szeptember 15-én első őrnaggyá léptetik elő.  1811-ben ezrede tulajdonosi zászlóaljának parancsnoka lesz.  1812-ben d’Albeck ezredes ezredparancsnok betegsége miatt átveszi az orosz hadszíntérre induló ezrede parancsnokságát.  Az augusztus 12-én vívott pudubine-i csatában kilövik alóla a lovát, de személyesen vezeti rohamra ezrede két századát az orosz balszárny ellen, amivel sikeresen eldönti a csatát. Augusztus 16-án Dywin(Dzivin) melletti ütközetben a tulajdonosi zászlóaljat vezetve egy órás küzdelemben nem sikerült felszámolnia egy erdőt védő egyébként túlerőben lévő orosz egységet így az orosz túlerő miatt a hadosztályparancsnok beszüntette a támadást. Még ez év októberében bár létszámfelettiként alezredessé nevezik ki.    Az oroszországi hadjárat után 1813 szeptemberében ezredének alezredesi zászlóaljának parancsnoka.  Az 1813-as év nagy csatáiból kimarad, mivel zászlóalja a szeptembert a Krakkó mellett található Podgórzében tölti, és csak október közepén indítják útnak a fősereghez. 1814 februárjában ezredessé és ezredének parancsnokává nevezik ki. Ezrede többi zászlóaljához március 14-én csatlakozik a dél-franciaországi Macon mellett.  Március 18-án sikeresen foglalja el és tartja az ellenséggel szemben Laye és Longsard falvakat, ezzel is tehermentesíti dandárja bal szárnyát. Március 20-án Lyon mellett ezredének tulajdonosi zászlójának három százada mélyen benyomult Lyon külvárosába, ahol egy erős francia hadoszlopba ütközött, ezáltal a sereg többi részétől való teljes elszakadás fenyegette Szentiványi három százada megmentésére és a francia hadoszlop megállítására személyesen vezette rohamra ezredesi és alezredesi zászlóalját. Az első rohammal sikeresen elérte az elszakadással fenyegetett századait. A harc Lyon külvárosában késő délutánig tartott, mikor a franciák végül visszavonultak.  1814. április 14-én Châtillon-sur-Seineben Ferenc császár királyi leiratban értesíti, hogy elnyerte a Mária Terézia Katonai rend lovagkeresztjét.  Szentiványi abban a megtiszteltetésben is részesül, hogy ő adhatja át Ferenc császárnak Lyon város kulcsait a Dijon mellett található táborban.  1815-ben Murat nápolyi király csapatai ellen vezeti ezredét. 1818. március 19-én kamarássá nevezik ki, majd két hónap múlva május végén, nyugdíjazzák.  Nyugdíjasként 1819 júliusában kinevezik Lipótvár erődjének parancsnokává.  Ezt a posztot 20 évig tölti be, mivel 1838. augusztus 3-án 73 éves korában 55 év katonai szolgálat után gyomorkeményedés (Magenverhärdigung) következtében meghal.